# Pablo Lugüercio
Pablo Ariel Lugüercio (La Plata, Provincia de Buenos Aires, 10 de marzo de 1982), conocido públicamente como el Payaso Lugüercio, es un exfutbolista argentino. Jugaba como delantero y su último equipo fue el Club Estudiantes de La Plata de la primera división de Argentina.
Actualmente trabaja como asesor deportivo.

## Trayectoria
Se inició en la Asociación de Fútbol Infantil Las Malvinas, un club de barrio en su ciudad natal, para luego incorporarse a las divisiones inferiores de Estudiantes de La Plata. Se sumó al primer equipo pincharrata en el año 2001, a la edad de diecinueve años.
A mediados de 2004, llega a la Universidad de San Martín de Porres comandando la delantera con Hernán Rengifo, con el cual hace varios goles, ayudando a su equipo a clasificar para la Copa Sudamericana 2006.
En 2006, obtuvo su primer título oficial, el Torneo Apertura 2006 de la primera división de Argentina. Aquella vez su equipo jugó un partido de definición ante Boca Juniors, el cual les fue favorable por 2-1.
En julio de 2008, fichó para Racing Club. Hasta el día 7 de mayo de 2011, Lugüercio jugó 120 partidos y marcó 12 goles con Racing. Para la temporada 2012, el Barcelona Sporting Club de Ecuador lo contrató por tres temporadas pedido expresamente por Luis Zubeldía.
Al final la temporada, fue cedido a Arsenal de Sarandí por un año, con el que ganó la Supercopa Argentina.
El 8 de agosto, se confirmó su llegada a Olimpo de Bahía Blanca luego de que Barcelona lo dejara en libertad para que negocie con cualquier club. El 28 de julio de 2014, se convirtió en nuevo refuerzo de Aldosivi.
En 2017, tras el descenso de Aldosivi, regresa a Estudiantes de La Plata después de nueve años. Jugó la Copa Sudamericana 2017, donde perdió en octavos de final contra Nacional de Paraguay, y la Copa Libertadores 2018, eliminado en octavos de final frente a Grêmio. El 27 de marzo de 2019, anunció su retiro como jugador profesional.

## Selección nacional
Fue convocado por José Pekerman en un amistoso del seleccionado de fútbol local frente a México en vísperas de eliminatorias al Mundial de fútbol 2006. En la selección nacional, jugó dos partidos sin convertir goles.

## Clubes
| Club                      | País          | Año           | Partidos | Goles |
| ------------------------- | ------------- | ------------- | -------- | ----- |
| Estudiantes de La Plata   | Argentina     | 2001-2002     | 1        | 0     |
| Defensa y Justicia        | Argentina     | 2002-2003     | 17       | 5     |
| Estudiantes de La Plata   | Argentina     | 2003-2004     | 23       | 3     |
| Universidad de San Martín | Perú          | 2004-2005     | 41       | 5     |
| Estudiantes de La Plata   | Argentina     | 2005-2008     | 81       | 14    |
| Racing Club               | Argentina     | 2008-2011     | 120      | 12    |
| Barcelona                 | Ecuador       | 2012          | 16       | 1     |
| Arsenal (cedido)          | Argentina     | 2012-2013     | 28       | 0     |
| Olimpo                    | Argentina     | 2013-2014     | 28       | 1     |
| Aldosivi                  | Argentina     | 2014-2017     | 81       | 14    |
| Estudiantes de La Plata   | Argentina     | 2017-2019     | 32       | 2     |
| Total carrera             | Total carrera | Total carrera | 439      | 56    |

## Palmarés

### Campeonatos nacionales
| Título              | Club        | Año    |
| ------------------- | ----------- | ------ |
| Primera división    | Estudiantes | A-2006 |
| Serie A             | Barcelona   | 2012   |
| Supercopa Argentina | Arsenal     | 2012   |